# Der Richter und sein Henker
Der Richter und sein Henker é um filme ítalo-alemão de 1975, dos gêneros drama e policial, gravado na Alemanha e dirigido por Maximilian Schell e estrelado por Jon Voight, Jacqueline Bisset, Martin Ritt e Robert Shaw e a participação especial de Donald Sutherland.

## Elenco
- Jon Voight - Herr Walter Tschanz
- Jacqueline Bisset - Frau Anna Crawley
- Martin Ritt - Kommisar Hans Baerlach
- Robert Shaw - Herr Richard Gastmans
- Helmut Qualtinger - Herr von Schwedi
- Gabriele Ferzetti - Doutor Lucius Lutz
- Rita Calderoni - Nadine
- Norbert Schiller - Dr. Hungertobel
- Lil Dagover - Gastmann's mother
- Friedrich Dürrenmatt - Friedrich the writer
- Donald Sutherland - Corpse of Lt. Robert Schmied